# Haruna Garba
Haruna Zambuk Garba (17 gennaio 1994) è un ex calciatore nigeriano, di ruolo attaccante.

## Carriera
Ha giocato nella massima serie dei campionati lituano, maltese, svedese, ungherese e rumeno.